# Mars (chokolade)
 For alternative betydninger, se Mars. (Se også artikler, som begynder med Mars)
En Mars bar eller Mars er en chokoladebar produceret af Mars Incorporated. Baren er lavet af nougat, overtrukket med karamel og mælkechokolade.
Mars Bar er produceret af Mars Inc. og kan nævnes i sammenhæng med "lillesøsteren" Mars Delight samt Snickers, Bounty, Twix og Milky Way.